# Lockheed L-1011 TriStar
Lockheed L-1011 TriStar – szerokokadłubowy samolot pasażerski dalekiego zasięgu, produkowany przez Lockheed Corporation, mający konkurować z samolotami takimi jak Boeing 747 czy McDonnell Douglas DC-10. Podobnie jak DC-10 Tristar miał trzy silniki turbowentylatorowe. W latach 1968–1984 Lockheed wyprodukował 250 TriStarów. Samolot nie odniósł wielkiego sukcesu, przez co po zakończeniu jego produkcji Lockheed wycofał się z rynku odrzutowych samolotów komunikacyjnych. W chwili wejścia na rynek była to najbardziej zaawansowana technicznie maszyna pasażerska na świecie. Był to również pierwszy i zarazem ostatni cywilny odrzutowy samolot pasażerski Lockheeda.

## Historia

### Projekt
W drugiej połowie lat 60. XX wieku dalekodystansowe trasy przewozów lotniczych zdominowane były przez samoloty Douglas DC-8 i Boeing 707. Wprowadzenie na rynek obydwu modeli przyczyniło się do gwałtownego rozwoju linii lotniczych i wzrostu liczby przewozów pasażerskich. W tych warunkach linie lotnicze zaczęły poszukiwać maszyn o większym zasięgu, zdolnych do zabrania na pokład większej liczby pasażerów. Jedną z wytwórni, która odpowiedziała na zapotrzebowanie przewoźników, był Lockheed, który pod koniec lat 60. opracował dwa nowe projekty samolotów oznaczonych jako CL-1011-28 i CL-1011-30/31/32/33. Samoloty różniły się liczbą silników. Model -28 napędzany był dwoma jednostkami a wersje -30/31/32/33, trzema. Stałą praktyką wśród wytwórców samolotów komunikacyjnych jest konsultowanie projektów z potencjalnymi, przyszłymi ich użytkownikami. W wyniku takich konsultacji do dalszej realizacji wybrano projekt trzysilnikowy. Wiązało się to głównie z większym bezpieczeństwem lotu, jakie dawała maszyna z trzema jednostkami napędowymi. Za taką opcją były zwłaszcza te linie, których trasy wiodły nad dużymi obszarami wodnymi. Trzy silniki umożliwiały również zwiększenie masy startowej samolotu, tym samym zwiększenie masy zabieranego paliwa, a w konsekwencji – zasięgu. W 1967 roku pojawił się pierwszy projekt oznaczony jako CL-1011-365 dla 227 pasażerów, rok później jego powiększona wersja CL-1011-385 dla 250 pasażerów. Wstępne zainteresowanie samolotem wyraziły American Airlines, które jednak ostatecznie wybrały maszynę McDonnell Douglas DC-10. Kontynuując tendencję zwiększania pojemności w swoich projektach, Lockheed opracował wersję międzykontynentalną nazwaną TriStar. Duży wpływ na podjętą decyzję miała rywalizacja pomiędzy Lockheedem a McDonnell Douglasem i ich DC-10 który „podebrał” Lockheedowi zamówienie American Airlines. Wytwórnia nie mogła sobie pozwolić na kolejną porażkę, tym bardziej że w kolejce po nowe samoloty ustawiły się Trans World Airlines (TWA) i Eastern Air Lines. Obydwie linie były w komfortowej sytuacji, negocjując jak najlepsze warunki dla siebie z obydwoma producentami. Lockheed przedstawił model TriStar, który miał zabierać na pokład maksymalnie 345 pasażerów i charakteryzować się zasięgiem na poziomie 5300 km. Ostatecznie z rywalizacji zwycięsko wyszedł Lockheed, u którego Eastern zamówił 25 samolotów z opcją na kolejne 25 sztuk, a TWA 33 samoloty z opcją na kolejne 11. Do grona klientów szybko dołączały następne linie lotnicze i do kwietnia 1968 roku firma miała zamówienia na 176 sztuk.

### Budowa

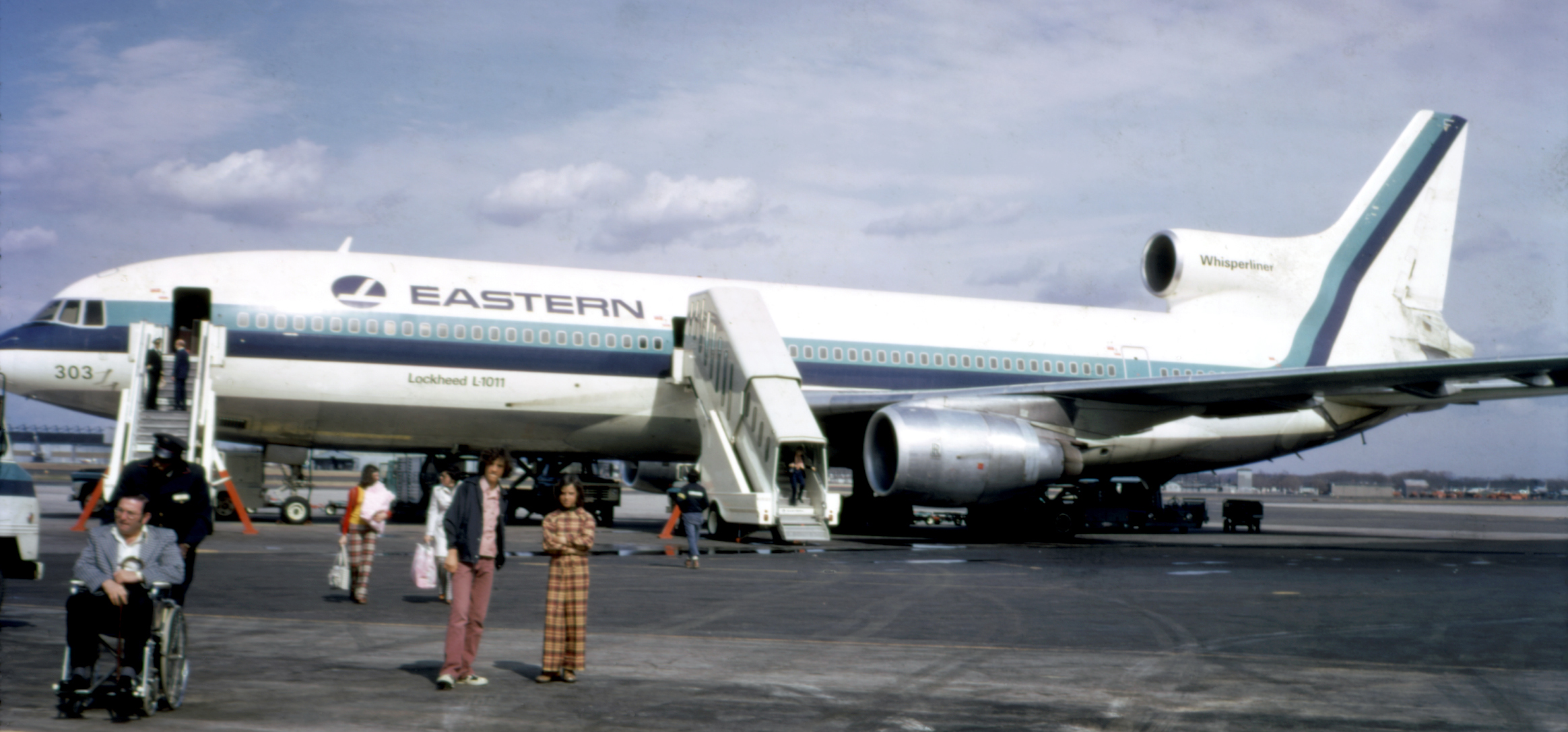
L-1011 linii Eastern Airlines

W toku negocjacji z przewoźnikami wybrano dwie konfiguracje pasażerskie samolotu, z 270 i 300 miejscami. W marcu 1968 roku podjęto decyzję, że samolot napędzany będzie silnikami Rolls-Royce RB211. Było to o tyle ryzykowne, że jednostka była dopiero w stadium opracowywania. Specjalnie na potrzeby budowy samolotu Lockheed postawił w Palmdale w Kalifornii nowy zakład. Tam miał się odbywać ostateczny montaż samolotu i obloty maszyn. 1 marca 1969 roku uroczyście rozpoczęto budowę pierwszego egzemplarza, a 1 września 1970 roku zaprezentowano gotowy samolot. Obok latających prototypów zbudowano kolejne dwa służące tylko do prób na ziemi. Do swojego dziewiczego lotu maszyna wzbiła się 16 listopada 1970 roku. Lot trwał dwie i pół godziny, a załogą dowodził kapitan Hank Dees. Łącznie wylatano 1695 godzin, a w badaniach w locie łącznie wykorzystano pięć samolotów prototypowych. Pomyślny rozwój programu TriStar zakłóciło bankructwo producenta silników RB211, firmy Rolls-Royce, 4 lutego 1971 roku. Do upadłości przyczyniły się między innymi koszty związane z opracowywaniem silników dla Lockheeda. Upaństwowienie firmy przez brytyjski rząd zaradziło sytuacji, aczkolwiek pojawił się problem w dalszym finansowaniu rozwoju RB21. Koszty prac były na tyle duże, iż Lockheed nie mógł sobie pozwolić na wzięcie ich tylko na swoje barki. Była to tym trudniejsza sytuacja dla amerykańskiej firmy, że w tym samym momencie jego programy wojskowe zamiast przynosić zyski generowały straty, m.in. śmigłowiec Lockheed AH-56 Cheyenne – awangardowa konstrukcja, która nie weszła do produkcji seryjnej a koszty jej opracowania były bardzo duże. Sytuacji zaradziła decyzja rządu brytyjskiego, który zgodził się partycypować w kosztach rozwoju silnika RB211. Perturbacje finansowe Lockheeda, pomimo pożyczki amerykańskiego rządu i podniesienia ceny za samolot przez producenta, nie pozostały bez wpływu na zamówienia. Między innymi Delta Air Lines zamówiła DC-10 zamiast konstrukcji Lockheeda, bojąc się, iż nie wywiąże się on ze zobowiązań. Pomimo trudności wytwórnia kontynuowała próby. 15 lutego 1971 do badań dołączył drugi prototyp w swoim dziewiczym locie, 17 maja tego samego roku kolejny, 24 października i 2 grudnia następne. Jedną z unikatowych cech TriStara była możliwość wykonania w pełni automatycznego lądowania. Doszło do tego 27 kwietnia 1971 roku, kiedy to samolot wykonał pierwszy tego typu manewr. W czerwcu 1971 roku samolot został zaprezentowany w Paryżu na Międzynarodowym Salonie Lotniczym. 27 grudnia tego samego roku Federalna Administracja Lotnictwa (FAA) wydała tymczasowy certyfikat typu. 22 marca 1972 roku swój certyfikat uzyskały silniki RB211. 15 kwietnia tego samego roku ostateczny certyfikat typu dla samolotu wydała FAA, a w lipcu zrobiła to brytyjska administracja lotnicza.

## Eksploatacja

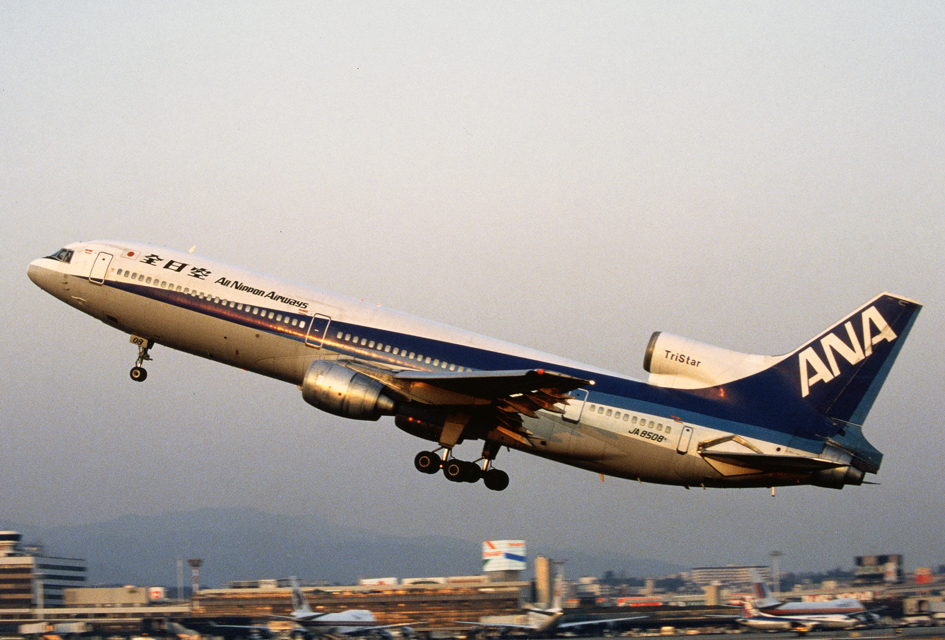
L-1011 linii All Nippon Airways

Pierwszy seryjny L-1011 został dostarczony do odbiorcy, którym były linie Eastern Air Lines 5 kwietnia 1972 roku. Maszyna zastąpiła DC-8 na linii z Miami do Nowego Jorku. W maju tego samego roku swój pierwszy samolot otrzymały TWA, ale w związku z pracami wykończeniowymi maszyna zainaugurowała swoją działalność dopiero 25 czerwca, kiedy to wyruszyła w lot pomiędzy Saint Louis a Los Angeles. Kryzys naftowy lat 70. wstrzymał tempo produkcji samolotów, ale kolejne zamówienia ze strony All Nippon Airways (ANA), TWA i Delty przywróciły pożądaną przez wytwórnie prędkość produkcji. Sprzedaż samolotów japońskim liniom lotniczym ANA miała swoje polityczne reperkusje. W zamian za dofinansowanie sprzedaży ze strony japońskiego rządu, Lockheed zaproponował prowizję jego członkom. W konsekwencji, gdy sprawa ujrzała światło dzienne, japoński premier Kakuei Tanaka musiał ustąpić ze swego stanowiska, co również uczyniło dwóch członków zarządu Lockheeda. 12 stycznia 1975 roku British Airways rozpoczęły loty na trasie Londyn – Paryż. Kolejne zachwianie portfela zamówień na L-1011 miało miejsce w drugiej połowie lat 70., kiedy to w związku z kryzysem paliwowym linie TWA, Eastern i Pacific Southwest Airlines wycofały część maszyn, oferując je do sprzedaży. Z okazji skorzystały linie LTU International, Cathay Pacific i Saudi Arabian Airlines, redukując tym samym własne zamówienia u Lockheeda. Wraz z wprowadzeniem na rynek wersji dalekodystansowej L-1011-500 wzrosło zainteresowanie przewoźników. Wśród użytkowników nowej wersji znalazły się British Airways, Delta, Pan Am, BWIA West Indies Airways, Air Canada, Royal Jordanian, SriLankan Airlines i TAP Portugal. Linia portugalska złożyła ostatnie zamówienie na samolot L-1011 w jego historii. Rok 1981 był przełomowym w karierze L-1011. Pierwszy kwartał przyniósł straty sięgające 36 mln dolarów, a udało się pozyskać w ciągu całego roku zamówienia na jedynie trzy egzemplarze. W zaistniałej sytuacji w grudniu 1981 roku podjęto decyzje o zaprzestaniu produkcji L-1011, dokończonych miało być jedynie 21 egzemplarzy już zamówionych. Trwało to do 1984 roku, kiedy Lockheed ogłosił zakończenie całego programu. W powietrze w styczniu tego samego roku wzbił się ostatni nowy L-1011 przeznaczony dla TAP Portugal. Lockheed nie wykluczał ponownego uruchomienia linii montażowej o ile pojawiłyby się nowe zamówienia, ale na rynek wchodziły nowe konstrukcje Airbusa i Boeinga, samoloty Boeing 767 oraz Airbus A300 oraz jego kolejne modyfikacje. Były to maszyny dwusilnikowe, ekonomiczniejsze, przewożące większą liczbę pasażerów na dłuższe dystanse. Tym samym program L-1011, który przyniósł Lockheedowi w ogólnym rozrachunku 2,5 mld dolarów strat, stał się przyczyną upadku firmy jako samodzielnej jednostki. Największym użytkownikiem TriStarów były amerykańskie linie Delta Air Lines, które w sumie w swojej flocie posiadały 71 maszyn tego typu (nowych i przejętych od innych przewoźników). Ostatni lot TriStara w barwach Delty odbył się 31 lipca 2001 roku na trasie z Orlando do Atlanty. Drugimi w kolejności liczby egzemplarzy były również amerykańskie TWA – 57 sztuk i kolejno Eastern – 48. Poza Ameryką, największą liczbę TriStarów (29 maszyn) posiadały British Airways.

## Wersje

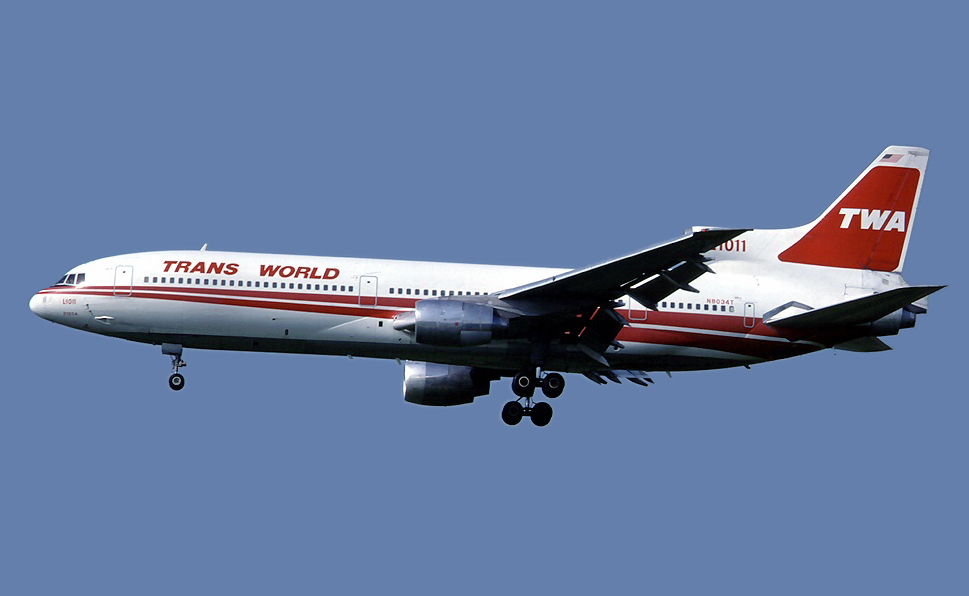
Lockheed L-1011-100 linii Trans World Airlines

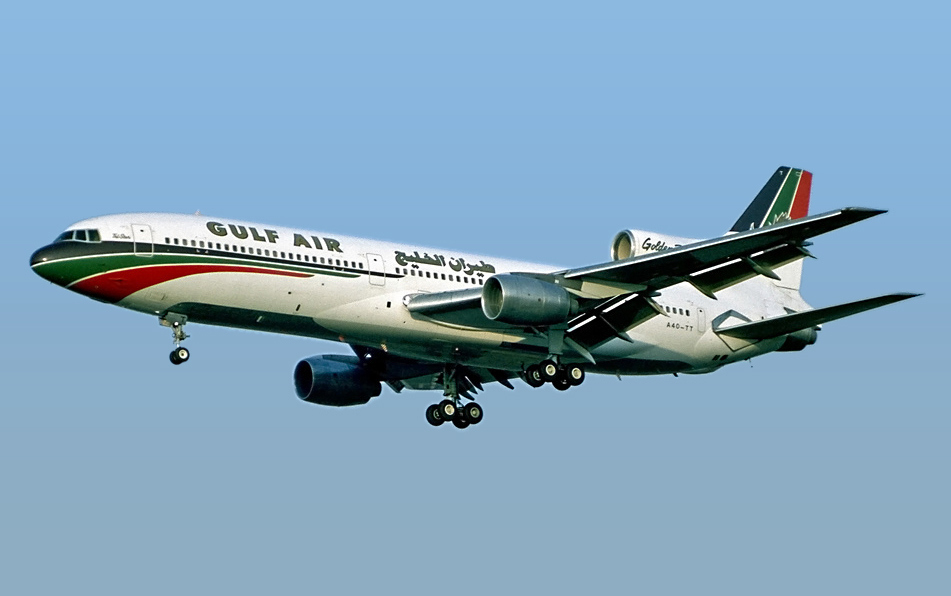
Lockheed L-1011-200

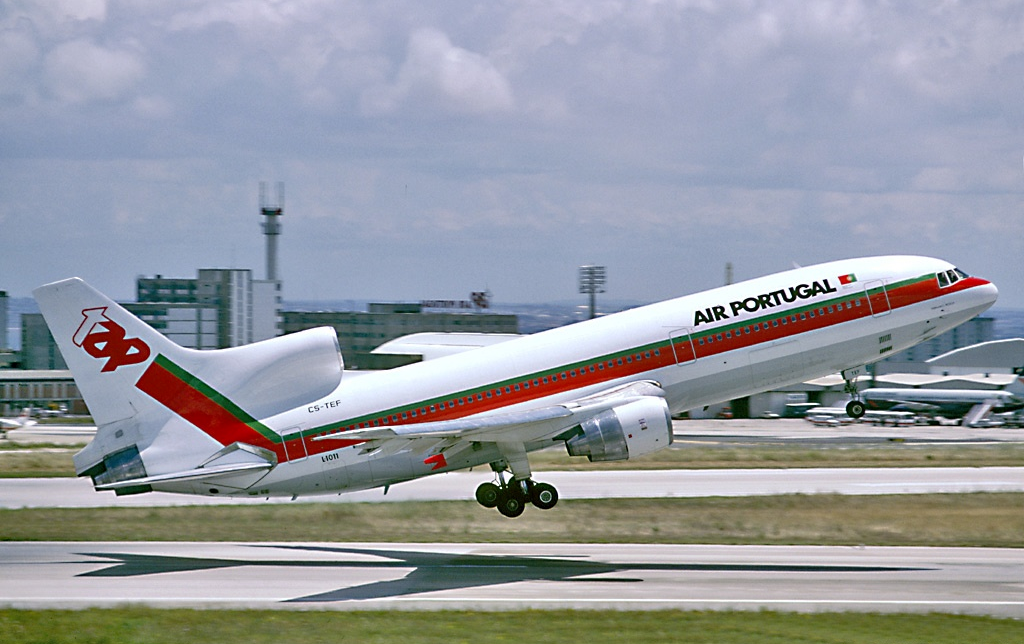
Lockheed L-1011-500

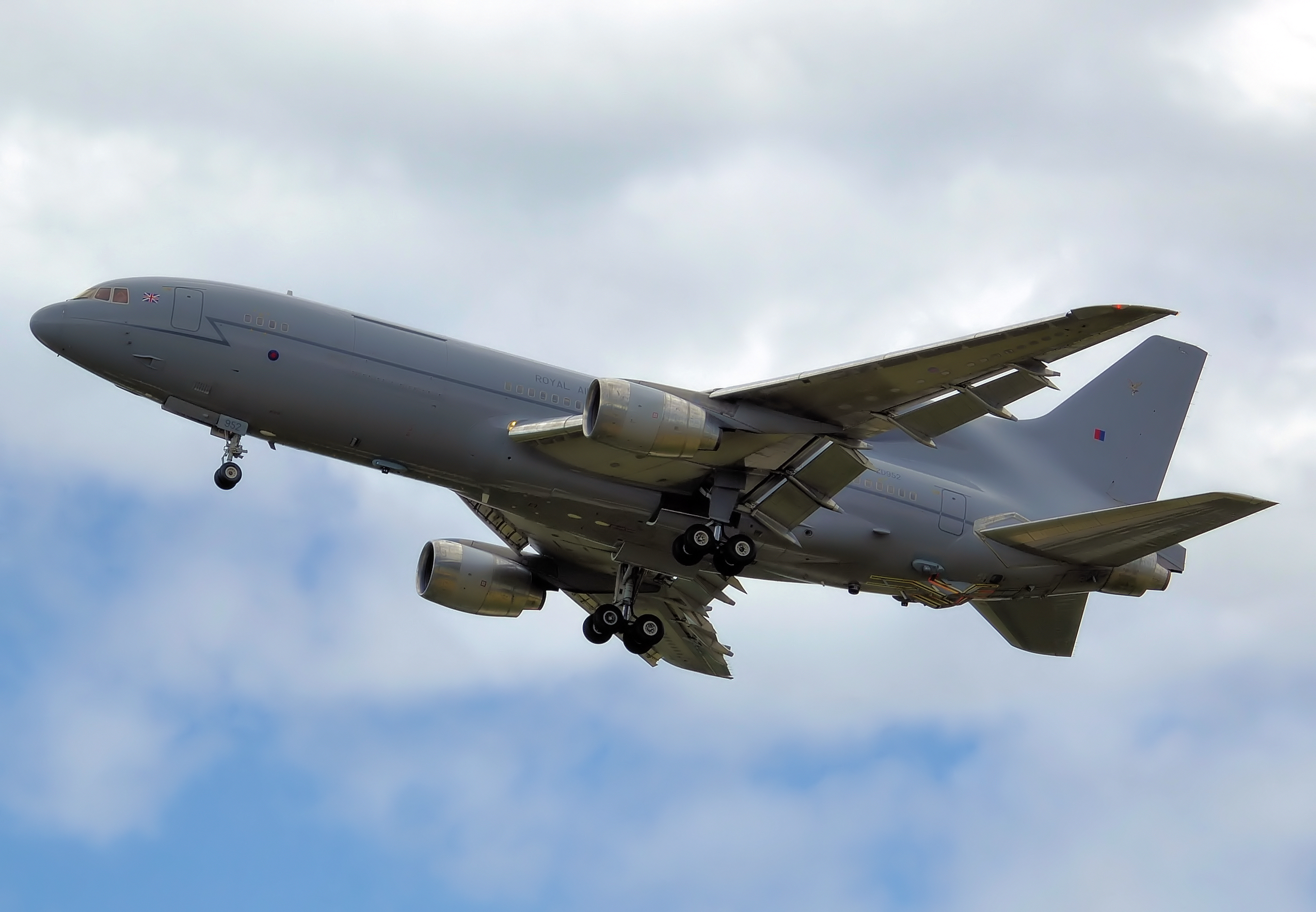
Lockheed L-1011 TriStar KC1

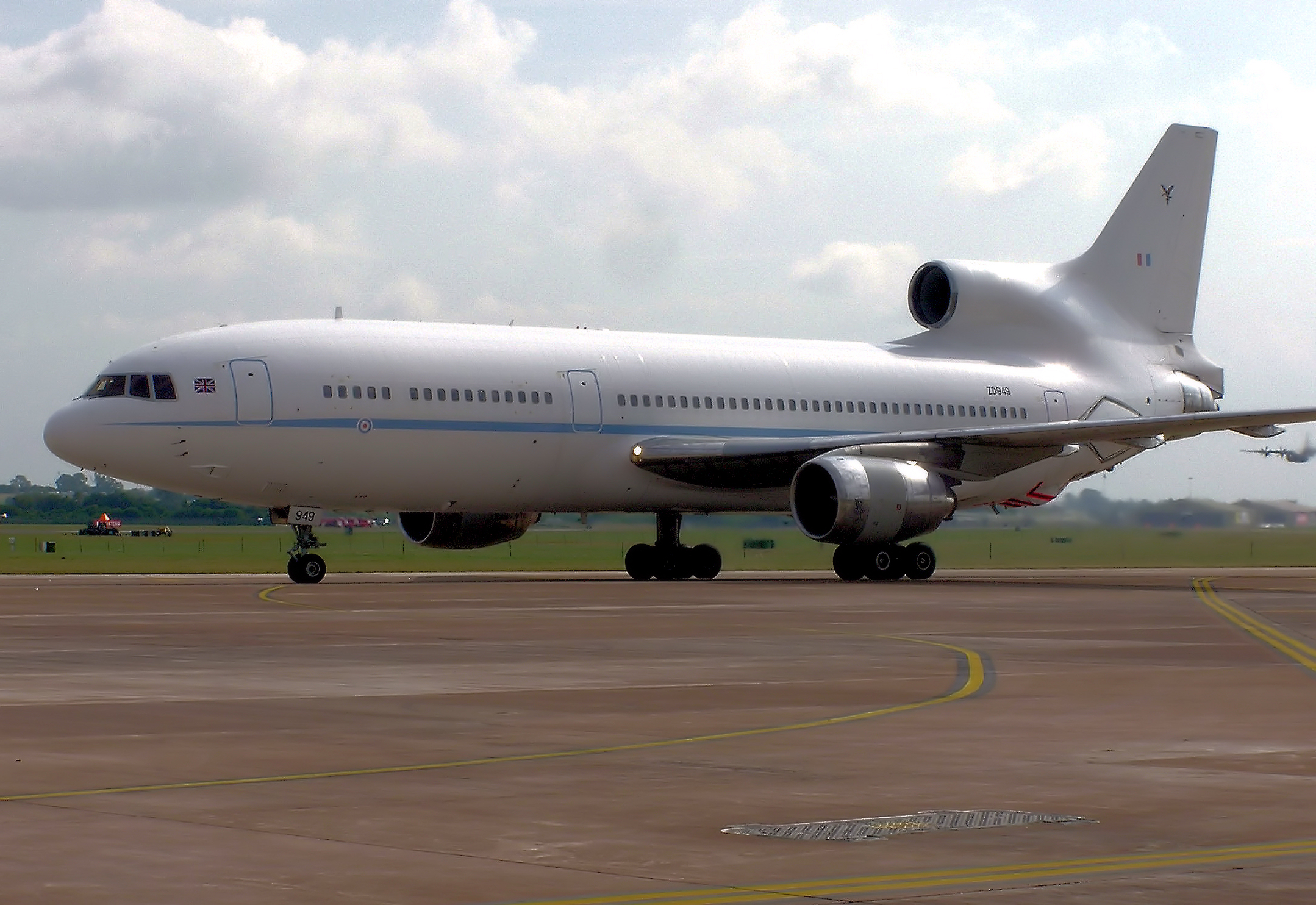
TriStar K1

- L-1011-1 – podstawowa wersja samolotu. Maszyna o maksymalnej masie startowej wynoszącej 195 045 kg. Charakteryzująca się zasięgiem 5400 km przy ładunku 37 800 kg. Niektóre z samolotów tej wersji posiadały siedzenia dla pasażerów na dolnym pokładzie. Przy takiej konfiguracji, FAA nakazała producentowi wzmocnienie kadłuba na wypadek lądowania ze schowanym podwoziem. Łącznie wybudowano 162 samoloty w tej wersji.
- L-1011-1F – przebudowany z wersji – 1 samolot towarowy. Usunięto w nim boczne okna przeznaczone dla pasażerów, fotele (pozostawiono sześć), usunięto bufet znajdujący się na dolnym pokładzie, wzmocniono konstrukcje podłogi, po prawej stronie kadłuba zamontowano duże drzwi towarowe. Uzyskano przestrzeń ładunkową o pojemności 475 m³. Oblotu maszyny dokonano 5 maja 1987 roku. Przebudowy jedynego egzemplarza dokonała firma Hayes International, a po kolejnych modyfikacjach dokonanych przez Lockheeda samolot trafił do Tradewinds Airlines.
- L-1011-8,4 – niezrealizowana z powodów finansowych wersja przystosowana do przewozu maksymalnie 280 pasażerów na dystansie 9600 km i maksymalnej masie startowej 261 000 kg. Napędzana trzema silnikami o ciągu 232 kN każdy.
- L-1011-2 – niezrealizowana wersja o maksymalnej masie startowej wynoszącej 212 000 kg i zasięgu 7200 km.
- L-1011-3 – niezrealizowana wersja napędzana trzema silnikami o ciągu 222 kN każdy i z przedłużonym o 12 metrów kadłubem (maksymalnie).
- L-1011 BiStar – niezrealizowana wersja napędzana dwoma silnikami.
- L-1011-100 – zmodernizowana wersja L-1011-1. Powiększono zbiorniki paliwa dzięki czemu jego zapas wzrósł o 10 000 l wydłużając tym samym zasięg maszyny do 7400 km. Maksymalna masa startowa samolotu wzrosła do 211 374 kg. Swój dziewiczy lot maszyna odbyła 25 kwietnia 1975 roku jednak nie była w pełni wyposażona, brakowało dodatkowych zbiorników paliwa. Docelowa wersja L-1011-100 po raz pierwszy wzbiła się w powietrze trzy miesiące później, 13 lipca 1975 roku, a jej odbiorcą został Cathay Pacific. Wybudowało łącznie czternaście maszyn.
- L-1011-50 – wersja, w której wzmocniono podwozie, co pozwoliło zwiększyć maksymalną masę startową do 204 117 kg. Łącznie wybudowano 29 egzemplarzy.
- L-1011-150 – wersja o maksymalnej masie startowej wynoszącej 213 189 kg. Łącznie wybudowano 6 egzemplarzy, których odbiorcami były Air Transat, Air Canada i ATA Airlines.
- L-1011-200 – zmodyfikowany projekt L-1011-2, w którym zainstalowano silniki Rolls-Royce RB.211-524 (a od 1977 roku w wersji -524B). Zasięg ponad 9000 km. Maszyna została oblatana 8 października 1976 roku. Wybudowano łącznie 24 egzemplarze tej wersji.
- L-1011-200F – wersja towarowa samolotu L-1011-200. Maszynę pozbawiono wyposażenia przeznaczonego dla pasażerów, a z przodu kadłuba po jego lewej stronie zainstalowano duże drzwi towarowe. Modyfikacji dokonywała firma Marshall of Cambridge Engineering. Pierwszym odbiorcą tak zmodyfikowanych samolotów zostały linie Kalitta Air.
- L-1011-250 – wersja z powiększonym zbiornikiem paliwa. Maksymalna masa startowa 220 000 kg. Powiększony zbiornik wymusił wzmocnienie całej konstrukcji co zaowocowało wzrostem masy pustego samolotu. Jedyne zbudowane egzemplarze -250, sześć sztuk zamówiły linie lotnicze Delta.
- L-1011-500 – w sierpniu 1976 roku zapadła decyzja o budowie długodystansowej, międzykontynentalnej wersji samolotu. Skrócono o 2,54 m przednią sekcję kadłuba. Wzmocniono konstrukcję skrzydeł, kadłuba, podwozia i usterzenia. Usunięto dwa wyjścia awaryjne powiększając jednocześnie tylną parę drzwi. Przystosowano samolot do przewozu palet towarowych powiększając przedni bagażnik i przednie drzwi towarowe. Z dolnego pokładu na górny przeniesiono kuchnię pokładową. Zmodyfikowano kształt połączeń skrzydeł z kadłubem i silników z płatami poprawiając aerodynamikę samolotu. Zwiększono o 2,7 m rozpiętość skrzydeł. Wersja 500 otrzymała, jako pierwsza w historii maszyna pasażerska cyfrowy system zarządzania lotem (FMS-Flight Management System) pozwalający na całkowicie automatyczny lot od startu do lądowania. System automatycznie wybierał jak najbardziej ekonomiczne parametry lotu. Maszynę oblatano 16 października 1978 roku. Pierwszym użytkownikiem tej wersji były linie British Airways. Łącznie wybudowano 50 maszyn.
- 2000 – niezrealizowana wersja towarowa samolotu z 1991 roku. Szacowano, że maszyna będzie charakteryzowała się maksymalnym udźwigiem rzędu 65 315 kg. W 1992 roku oficjalnie poinformowano o rozpoczęciu prac nad maszyną, jednak brak zainteresowania ze strony potencjalnych nabywców był przyczyną anulowania całego programu w 1997 roku.
- TriStar K1 – po zakończeniu wojny o Falklandy Wielka Brytania zainteresowana była pozyskaniem dużej maszyny transportowej, przystosowanej do wsparcia logistycznego własnych wojsk i jednocześnie pełniąca zadania latającej cysterny. Rozmowy na temat takiej maszyny rozpoczęły się we wrześniu 1982 roku. Producenci zaoferowali dwa samoloty. British Aerospace odpowiednio zmodyfikowane samoloty DC-10, a Marshall of Cambridge Engineering L-1011. 2 lutego 1983 roku podpisano umowę z Marshall of Cambridge, wybierając tym samym maszyny Lockheeda. Pierwsze dwa samoloty pozyskano od British Airways i były to L-1011-500. Maszyny przystosowano do pełnienia roli powietrznego tankowca, umieszczając w części bagażowej samolotu siedem dodatkowych zbiorników mieszczących 45 320 kg paliwa. Tym samym jego łączną ilość zwiększono do 136 000 kg. Wzmocniono konstrukcję kadłuba. Górny pokład pozostawiono bez zmian ze 196 miejscami dla pasażerów. Samolot mógł podawać paliwo wykorzystując do tego elastyczny przewód podający, wyciągany z tylnej, dolnej części kadłuba. Cała operacja monitorowana była przy pomocy systemu kamer telewizyjnych. Pierwszy egzemplarz wzbił się do swojego dziewiczego lotu 9 czerwca 1985 roku. 25 marca 1986 roku maszynę przekazano Royal Air Force (RAF). 2 grudnia 1988 roku samolot uzyskał gotowość operacyjną. Wybudowano cztery samoloty tej wersji (pierwsze dwa z nich przebudowano do wersji KC1).
- TriStar KC1 – wersja wojskowa tankowca z dodatkowymi drzwiami towarowymi. Górny pokład przystosowany do pełnienia po krótkiej modyfikacji zarówno roli towarowej, jak i pasażerskiej, aczkolwiek pozostawiono na stałe 36 foteli pasażerskich. Wybudowano dwie maszyny tego typu – również pozyskane od British Airways L-1011-500, a kolejne dwie przebudowano z wersji K1. 9 grudnia 1988 roku RAF otrzymał pierwszą z tego typu maszyn. Łącznie RAF posiadał cztery samoloty tego typu (dwa z nich zmodyfikowane bezpośrednio z wersji cywilnej i dwa będące zmodyfikowaną do standardu KC1, wersją K1).
- TriStar C2 – obok maszyn pozyskanych od narodowego przewoźnika, RAF zakupił dodatkowe trzy samoloty od linii Pan Am. Były to również L-1011-500. Dwa z nich pełniły funkcje transportowe, mając możliwość przewożenia 260 osób. Od wersji cywilnej poza malowaniem i oznaczeniem różniły się również tym, że wszystkie fotele ustawione były tyłem do kierunku lotu.
- TriStar C2A – jeden z trzech pozyskanych od Pan Am L-1011-500, który w odróżnieniu od dwóch pozostałych miał zmienioną awionikę, między innymi cyfrowego autopilota wymieniono na urządzenie analogowe. Wszystkie maszyny RAF służyły w No. 216 Squadron RAF i stacjonowały na stałe w bazie Brize Norton. W 2011 roku rozpoczął się proces wycofywania latających cystern opartych na płatowcu L-1011, ich miejsce mają zająć samoloty Airbus A330 MRTT. Oficjalnie maszyny zostały wycofane 28 marca 2014 roku[4].
- L-1011 Stargazer – samolot używany przez Orbital Sciences Corporation jako wyrzutnia rakiet Pegasus oraz transporter samolotu X-34.